# Ігнацій Мйончинський
Ігнацій Мйончинський гербу Сухекомнати (8 липня 1760, Завєпшице — 25 жовтня 1809, Відень) — державний, політичний і військовий діяч Речі Посполитої. Колекціонер, меценат, підприємець.

## Життєпис
Народився у родовому маєтку у Завепшицях (Люблинських). Син генерал-майора коронного війська Юзефа Мйончинського (†6.1.1787) та його дружини Катажини з Потоцьких (†6.4.1793) — слонської каштелянки, доньки красноставського старости Фелікса Потоцького (†1766), онучки Міхала Потоцького.[джерело?]
Навчався у Колегіумі Нобіліумі (Варшава), потім, за родинною традицією багато подорожував Європою: Францією (у 1783, 1798, 1803), Італією (з Іґнацієм Романом Потоцьким, 1783, 1799). 27 квітня 1781 став королівським шамбеляном, 9 квітня 1791 — ротмістром народової кавалерії.
Посідав староства Голенищівське (над Збручем, 1785), Смідинське (Волинь, 1788—1793). Мав чималі маєтки в Люблінському воєводстві, в Україні (зокрема, Залізці, Маркопіль, Завепшице, Краснічин, Іздебно, Тартаків, Козельсько, Клодниця). Пропагував господарський поступ, закладав мануфактури в маєтках (суконні — в Залізцях, Тартакові). Мав приятельські стосунки з Ігнацієм та Станіславом Косткою Потоцькими (похресник їх батька, кузин по матері). Не брав активної участі в політичному житті. 1790 року був членом комісії в Галичині, яка діяла з приводу підготовки приєднання до Речі Посполитої. 1791 — орден Св. Станіслава, 22 вересня 1793 року, за родинною інформацією, — орден Білого Орла.
Після поділу Речі Посполитої осів у Галичині, став одним з найбагатших та найвпливовіших власників земель. Знавець, колекціонер портретів (перш за все голландських, італійських), створив власну галерею (бл. 400 полотен), для якої вибудував під кінець життя на Личакові приміщення (австрійці замінили на казарми). Його збірка стала основою відкритої 1911 року в палаці Дідушицьких у Львові галереї їх імені. У 1934—1944 року була розпродана, частина належить до публічних збірок (Вавель, Музей національний). За його дорученням Д. Мерліні опрацьовував проєкт резиденції — палац у Пеняках, Каммзетцер виконав стюковий проєкт декорацій 9 залів того палацу — один з найкращих прикладів неокласики тодішньої Польщі.
1785 року фундував костел у Зджарці, 1801 року — кляштор та шпиталь Сестер-милосердниць в Залізцях. Фундуші для церков: Ратище(і) (1792), Довжанка (1795), Ганськ (1798), колятор монастиря ЧСВВ (Підгірці). Влада Австрії надала спадковий титул графа 1803, таємного радника 1807, Командорський хрест ордену Леопольда 11 січня 1809. Стояв на стороні Князівства Варшавського, польської справи у війні 1809. 26 травня 1809 року князем Юзефом Понятовським був запропонований до складу Ради центральної — тимчасового уряду Східної Галичини, відвойованої Князівством Варшавським. Не прийняв посаду через її підпорядкування інтендатурі армії князя. 2 червня 1809 року став членом Центрального уряду тимчасового обидвох частин Галичини, президентом уряду наглядового (від 10 червня — ради заступної крайової) при Львівській губернії.
Добрий портрет І. Мйончинського виконав надвірний віденський художник Генріх Фрідріх Фюґер, на початку 1920-х років, зокрема, він знаходився в «рецепційній залі» галереї графів Мйончинських-Дідушицьких на вул. Курковій, 15 у м.Львові.
Був пов'язаний з табором Чорторийських, поважаний за «розсудливість характер» (Козьмян), на початках липня 1809 був включений до складу галицької делегації до Наполеона. Головний доповідач (з Т. Матушевичем) Наполеону про галицькі справи. Отримав від Наполеона І Хрест офіцерський Орла Золотого французького почесного легіону (16 вересня 1809). Несподівано захворів, помер (за родинним традиційним переказом, був отруєний, пограбований).

### Сім'я
Дружина — Анеля з Бельских гербу Єліта (30.3.1767-17.2.1832), шлюб взяли 21 січня 1784 року в Львові. Діти:
- Вацлав (†12.8.1812),
- Матеуш (1800—1863) — член Галицьких станів, певний час — дідич Бучача[джерело?].